# Caridella
Caridella (Calman, 1906a) — рід прісноводних креветок родини Atyidae, що складається з 3 видів. Особини роду Caridella є ендеміками озера Танганьїка та можуть вважатися одними з найменших прісноводних креветок у світі (довжина тіла C. cunningtoni становить близько 9 мм, а C. minuta — 4 мм). Різниця між трьома видами доволі суттєва і виражається як у зовнішніх ознаках так і у поведінці. Представників Caridella можна зустріти у різних шарах води, для прикладу: особини C. cunningtoni були знайдені на глибині близько 14-27 метрів, тоді як C. paski мешкають у великій кількості під каменями на скелястому узбережжі.

## Види
- Caridella cunningtoni Calman, 1906
- Caridella minuta Calman, 1906
- Caridella paski Calman, 1928